# بوكاتيني
بُكَتيني (Bucatini)، المعروفة أيضا باسم بيرتشوتيلي (perciatelli)، هي معكرونة تشبه السباغيتي لكنها أكثر سماكة، مع ثقب مستمر في وسطها. اسمها مأخوذ من كلمة بوكو (buco) بالإيطالية وتعني «الثقب» في حين أن الأسماء الإخرى لها، برجاتو  "perciato" أو بوكاتو "bucato" تعنيان «المخروم».
هذه المعكرونة، بُكَتيني، مشهورة في جميع أنحاء لاتسيو، وخاصة في روما. فهي عبارة عن معكرونة أنبوبية مصنوعة من القمح الصلب والماء. طولها يراوح من 25 إلى 30 سم (10-12 بوصة) مع قطر 3 مم (1/8 بوصة). متوسط وقت طهي هذا النوع من المعكرونة هو تسع دقائق. تُقدم في المطبخ الإيطالي مع صلصات الزبدة، مثل بانتشيتا أو غوانتشالي والخضروات والجبن والبيض والبلمية أو السردين.
أما نوع المعكرونة، زيتي (ziti) فهي تأتي بشكل أنبابيب مجوفة طويلة مع ملمس ناعم، وأطراف مقطوعة بشكل حاد. يأتي هذا النوع بشكل أصغر يسمى عادة  زيتي مقطوعة (cut ziti) وهي مثل زيتي العادية لكن مقطعة إلى أنابيب قصيرة. ويوجد أيضاً نوع يسمى  أيضا زيتوني (zitoni) وهي نسخة أعرض من زيتي.

## معرض

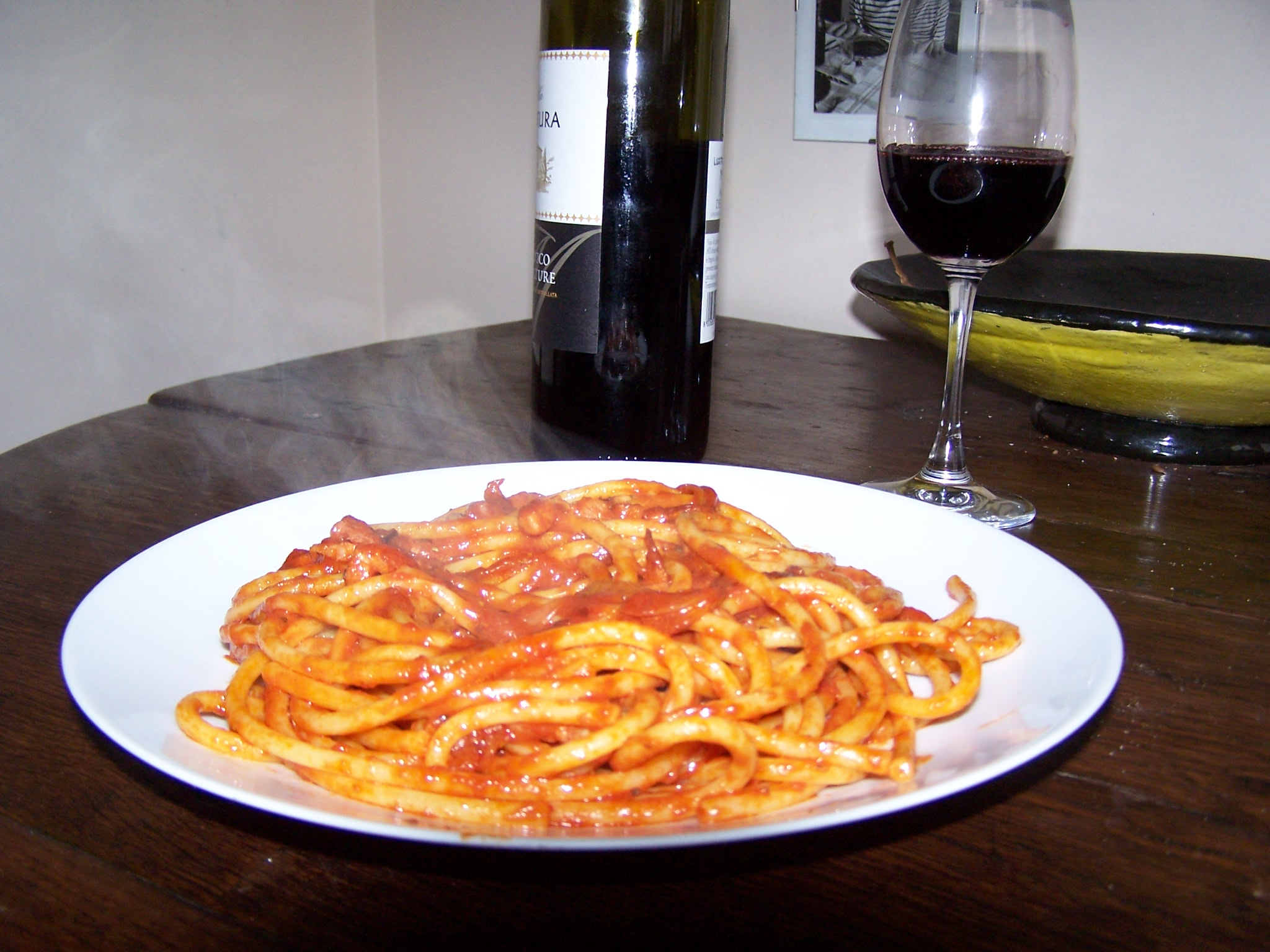
بُكَتيني أماتريتشانا